# Ospa karpi
Ospa karpi (Epithelioma myxomatosa cyprinorum) – wirusowa choroba ryb wywoływana przez wirusy z rodziny Herpesviridae, mająca podłoże nowotworowe.

## Opis
Ospa karpi jest chorobą najczęściej występującą w warunkach hodowlanych, znacznie rzadziej pojawia się u ryb w naturalnych zbiornikach wodnych. W stawach najczęściej występuje u karpi dwuletnich (rzadziej u kroczka). Choroba ta znana jest u karpi od bardzo dawna.
Oprócz karpia, który jest najbardziej wrażliwy na tę chorobę, zapadają na nią również m.in.:
- karaś pospolity (Carassius carassius)
- leszcz (Abramis brama)
- lin (Tinca tinca)
- płoć (Rutilus rutilus)
- sandacz (Lucioperca lucioperca)
- stynka (Osmerus eperlanus)
- sum europejski (Silurus glanis)
- szczupak pospolity (Esox lucius)
- wzdręga (Scardinius erythrophthalmus)

Ospa występuje obecnie rzadko i nie wywołuje śnięć. Może być jednak przyczyną strat w hodowli, gdyż znacznie upośledza przyrosty ryb.
Choroba ta może występować również u ryb ozdobnych w hodowli akwariowej.

## Przyczyny
Złe warunki życia w środowisku wodnym są następstwem występowania u tych ryb chorób związanych z pogorszeniem się warunków bytowych. Wystąpienie objawów chorobowych u ryb hodowlanych następuje na osłabionych rybach najczęściej wiosną. 
Zmiana temperatury i parametrów chemicznych wody (zamulone i zarośnięte stawy, mała ilość związków wapniowych w wodzie), poza tym zbyt duża ilość i związane z tym głodowanie ryb wraz z ich powolnym przyrostem są najczęściej czynnikiem sprzyjającym pojawianiu się u karpi tej choroby.
Nieracjonalny sposób odżywiania ryb, szczególnie brak witamin w pokarmie w warunkach hodowlanych może przyczynić się do wywołania ospy.
Przyczyną tej choroby są wirusy Herpesviridae, które są obecne w stawie cały czas i pozostają w nim w stanie utajonym. Przy ponownym pogorszeniu warunków i osłabieniu ryb można się spodziewać kolejnego nawrotu choroby.
Okres inkubacji nie jest dokładnie znany. Uważa się, że jest on dość długi i może wynosić nawet rok.

## Objawy choroby
Na skórze i płetwach chorych ryb powstają galaretowato-mleczne wykwity w postaci opryszczki koloru białawego lub różowawego. Początkowo pojedyncze, ograniczone najczęściej wokół pyska, z czasem rozszerzające się i rozchodzące się na dużej powierzchni skóry. 
Cząstki wirusa są kształtu okrągłego lub owalnego. Zgrubienia osiągają wielkość do 1 cm, a gdy występują obok siebie łączą się w większe guzy.
W początkowym stadium wykwity te są miękkie, z czasem twardnieją i przypominają rozlane krople zastygłej parafiny. W zaawansowanym stanie choroby następuje odwapnienie szkieletu (ciało ryby staje się wiotkie). Zmiany na skórze mogą samoczynnie zanikać u ryb przetrzymywanych w zbiornikach z silnym strumieniem przepływu wody. Jednakże po pewnym czasie objawy powracają.
W obrazie histologicznym zaobserwować można rozrost komórek o charakterze nowotworowym naskórka. Tkanka nowotworowa powstała w wyniku tego rozrostu jest zbudowana z komórek homologicznych do zewnętrznej warstwy naskórka. Komórki głębiej leżące nie ulegają tym rozrostom. 
W zaawansowanym okresie choroby mogą jednakże wystąpić zmiany w głębszych warstwach skóry właściwej. Zmian w narządach wewnętrznych brak.

## Leczenie
Na ospę karpi brak jest leczenia przyczynowego. Zwalczanie tej choroby polega tylko na jej profilaktyce. Zaleca się utrzymywanie hodowli i stawów w dobrej kondycji. Należy rybom stworzyć korzystne i optymalne warunki do życia.
Chore zwierzęta z rozległymi zmianami należy eliminować z dalszego chowu.
W hodowli akwarystycznej w celu zapobiegnięcia przenoszenia tej choroby na inne ryby należy przeprowadzić profilaktyczną kurację odpowiednim preparatem. 

## Zapobieganie
- Zapewnienie hodowanym rybom najbardziej korzystnych warunków do życia.
- Karmienie ryb świeżym pokarmem oraz podawanie witamin.
- Z hodowli, w której wystąpiła ospa karpi nie należy wywozić ryb w celach zarybieniowych.
- Stawy, zbiorniki czy też akwaria wraz z wszystkimi narzędziami używanymi w hodowli powinny być poddane dokładnej dezynfekcji.

### Uwaga
Ospa karpi nie ma żadnego związku z ospą człowieka i nie jest dla niego zakaźna.